# Anacroneuria llana
Anacroneuria llana är en bäcksländeart som beskrevs av Bill P.Stark 1995. Anacroneuria llana ingår i släktet Anacroneuria och familjen jättebäcksländor. Inga underarter finns listade i Catalogue of Life.